# ویلیام ژولیتز
ویلیام فردریک ژولیتز (زاده ۲۲ فوریه ۱۹۵۷) که عموماً با نام بیل ژولیتز شناخته می‌شود، یک برنامه‌نویس آمریکایی است. او و همسرش لین ژولیتز بیشتر به خاطر توسعه سیستم‌عامل ۳۸۶بی‌اس‌دی طی سال‌های ۱۹۸۹ تا ۱۹۹۴ شناخته می‌شوند.
ژولیتز مدرک کارشناسی خود را در رشته علوم رایانه از دانشگاه کالیفرنیا، برکلی دریافت کرده‌است.
او و همسرش در حال حاضر ساکن لوس گاتوس، کالیفرنیا هستند. آن‌ها سه فرزند به نام‌های ربکا، بنجامین و سارا دارند.